# Villa Crespo y San Andrés
'Villa Crespo y San Andrés' é uma localidade do Departamento de Canelones ao sul da República Oriental do Uruguai. Junto com a localidade próxima de Toledo, formam uma poblacion de 13.800,  quantidade importantíssima dentro de limite-los do Departamento.
É também a sede do município da localidade.

## Localização
Está localizada no quilómetro 22 da Rota 6 em sua inserção com a Rota 33. Está situada ao oeste de Toledo, principal vizinho da localidade com a que fazem parte da Área Metropolitana de Montevideo.
Encontra-se ao sul do Departamento e é uma das áreas de maior importância da Intendencia Departamental de Canelones.
Muitas linhas de ónibus departamentais e interdepartamentais fazem paradas na localidade, sobretudo pela grande demanda que produzem os meninos que procuram transporte escolar.

## População
Em 2011 Villa Crespo y San Andrés ténia uma população de 9,813 habitantes. Junto a seu vizinho tem uma população de mas de 13.000.
| Ano  | População |
| ---- | --------- |
| 1975 | 4,786     |
| 1985 | 6,492     |
| 1996 | 8,107     |
| 2004 | 8,756     |
| 2011 | 9,813     |

Fonte: Instituto Nacional de Estatística de Uruguai